# Organismo generado
Los organismos generados, organismos de masas u organismos autogenerados eran organizaciones civiles adheridos a la organización terrorista Partido Comunista del Perú - Sendero Luminoso (PCP-SL) que actuaban de forma dependiente al Partido. El objetivo de los organismos generados era captar a la población para el Partido a través de estas.
Los organismos generados estaban caracterizados por su adhesión a la línea del Partido (marxismo-leninismo-maoísmo-pensamiento Gonzalo), ser organizaciones de masas y estar ceñidas al centralismo democrático leninista. Fueron creados luego del III Pleno del Comité Central del PCP-SL de 1973. Entre los principales organismos generados de Sendero Luminoso estaban Socorro Popular (SOPO), el Movimiento Clasista Barrial (MCB), el Movimiento Femenino Popular (MFP), el Movimiento de Obreros y Trabajadores Clasistas (MOTC), el Movimiento de Artistas Populares (MAP), el Movimiento Intelectual Popular (MIP), la Coordinadora Clasista Magisterial (CCM), el Movimiento Juvenil Popular (MJP), el Movimiento de Trabajadores Ambulantes (MTA), la Asociación de Abogados Democráticos (AAD), el Movimiento de Campesinos Pobres (MCP), entre otros, además de comités en las universidades peruanas. Tras la captura de Abimael Guzmán, y luego de sustituir la estrategia del "acuerdo de paz" por la "solución política", se creó organismos generados entre ellos el Movimiento Popular de Control Constitucional (MPCC). Otros organismos generados relacionados con Sendero Luminoso fueron la AFADEVIG y la AFAPREDEPP.
En la actualidad, se considera al MOVADEF como un organismo generado de la organización terrorista como parte de la estrategia denominada "amnistía general" (sustituta de la "solución política"). Otros organismos generados que se consideran dependientes y/o relacionados al MOVADEF son el Movimiento Hijas del Pueblo, el Movimiento de Jóvenes del Pueblo, el Frente de Estudiantes del Pueblo, el Frente Democrático Estudiantil, la Coordinadora Juvenil por un Mundo Nuevo, la Coordinadora Nacional de Presos Políticos, el Movimiento Rock Perú, CONARE-SUTEP (facción MOVADEF), el Taller de Sikuris César Vallejo, Ratio Iuris, Coordinadora Popular Primero de Mayo (CPPM), la Asociación Civil de Excarcelados Políticos del Perú (ACEPP), entre otros.